# 府屋
府屋（ふや）は、新潟県村上市北部の地名。かつての同県岩船郡山北町（さんぽくまち）北部に位置する。

## 歴史的背景と府屋の地名

### 縄文・弥生
府屋を流れる大川右岸の河岸段丘上には、縄文時代後期〜晩期の上山遺跡（巻貝形土製品・足型付き土版が出土）や竹ノ下遺跡（古代・中世）があり、上山頂上の南約120メートルに位置する大川左岸の砂丘中央付近には、縄文時代前期の府屋遺跡（フラスコ状土坑・建物跡・吹浦式土器・石製釣り針等が出土）が所在する。また、砂丘南端には間ノ内遺跡（弥生時代の山草荷式土器の甕が出土）がある。なお、府屋遺跡周辺は縄文時代の埋蔵文化財包蔵地となっている。

### 古代（城柵・官衙）
「府屋」の地名が知られるようになったのは『日本書紀』の斉明天皇4年（658年）に「授都岐沙羅柵造闕名位二階、判官位一階。授渟足柵造大伴君稻積小乙下」と記述されていることから、古代城柵の一つである都岐沙羅柵が府屋にあったのでは、ということによる。
都岐沙羅柵の所在地について『山形県史』には「断定の資料はないが、鼠ヶ関から山北町地内北部が適地。鼠ヶ関の湊津は評価」とし、鼠ヶ関は湊の機能面をあげ、柵は山北町北部が示されている。
『新潟県史』は「山形県史にみられるように鼠ヶ関付近説が定説化。位置については磐舟柵以北の日本海沿岸地域」としている。
高橋崇は「新潟県・山形県境あたりか」とし、工藤雅樹は「「都岐沙羅柵は山形県と新潟県の境にある念珠ヶ関説が有力だが、確証はない。念珠ヶ関が機能を果たしたのは、越後国と出羽国の国境としてであるから、出羽国成立以前のこととして、念珠ヶ関の位置が柵を置く地点として意味があったかどうかは疑問がある。この時期の日本海側の柵は、川が海に注ぐ地点付近にあるということが都岐沙羅柵においてもあてはまるなら、新潟県北部あるいは山形県庄内地方のいづれかの地域の河口付近を考えてもよいであろう。」と記している。渡部育子もまた「山形県史の見解はおおむね妥当」と述べている。
高橋富雄は「一般に奥羽における城柵の配置は、蝦夷に最も接近して、すぐその南の要衝にあたるような地形を占める。淳足・磐舟両柵によって目標に蝦夷地が、秋田や能代であるというようなことは考えられない。」と記している。
『山北村郷土史』では「都岐沙羅柵は海岸を点綴して設けられた前進基地」としている。
高橋富雄と『山北村郷土史』の2論は「蝦夷に最も接近し、その要衝となる地形、かつ、海岸線に位置した前線基地」となり、庄内平野の蝦夷を見据えた柵の造営場所を匂わせている。
横山貞裕は「和銅2年（709年）、出羽で蝦夷の反乱が起きた。征越後将軍佐伯石湯が征伐に行った。越前・越中・越後・佐渡の船百艘が出羽征狄所に送られた。その時の船の3分の2、長さ11メートルが赤川の上流、藤島町で見つかった。全長は15メートルか。幅1.2メートル、深さ54.5センチメートル、板の厚さ4.5センチメートル、材質は大杉、割竹型のくり船。この頃は波の静かな日に出発、夕方には次の目的地都岐沙羅柵に着き、1日かけて出土地に着けた。漕ぎ方は両側にかいを以て並ぶ。吃水線が浅く速力はあまり出ないが安定性がある」と、当時の舟について記している。横山貞裕に従えば、磐舟柵付近から府屋の浜までの約40キロメートルを1日で航行できたことになる。なお『山北村郷土史』および横山貞裕は、都岐沙羅柵を府屋の隣の山形県鼠ヶ関附近としている。
具体的に府屋の地名が記されたのは、新野直吉の「都岐沙羅柵は勝木・府屋などの地も充分に柵的基地の所在地たり得る。」がある。
2008年（平成20年）に新潟県立歴史博物館・北海道開拓記念館・東北歴史博物館が合同開催した企画展『古代東北世界に生きた人びと-交流と交易-』の展示図録では、新潟県内の城柵・官衙として渟足柵・磐舟柵と考えられる新潟市沼垂と村上市岩船の位置に四角い赤印がつけられ、さらに北上した県境の府屋付近に都岐沙羅柵と考えられる赤印がつけられている。

#### 城柵について
熊谷公男は「柵は周囲に木柵を巡らし、移民である柵戸と在地の住民である柵養の蝦夷を附属させ、柵造が柵附属の住民を統括する施設。」「柵は軍事的機能を持ち、柵戸や柵養蝦夷がその兵力供給源であり、開拓農民の側面もあった。」「柵は交易センターの性格と行政機能もあった」「出自を異にする住民が同じ集落で生活していくためには統率者柵造の存在が不可欠」「淳足柵は郡山遺跡のタイプである可能性は否定できないが、都岐沙羅柵を郡山遺跡と同タイプの「柵」とするのは無理であろう。」と記している。
工藤雅樹は「城柵の任務は中央官人が饗給、征討、斥候という任務を負って赴任し、蝦夷と接触する窓口でもあった」とする。
これらを予測していたのか、田中圭一は「府屋は古代における国府の機関が置かれたのではないか。この問題は私達が一度ならずして考えたことであった。」と記している。

#### 都岐沙羅はアイヌ語で解釈できる地名か
蝦夷について埴原和郎は「蝦夷が狩猟を主な生業としたことや、顔や体つきがおそらく都の北アジア系の人の人々からみて特異であったことが伺える。（中略）蝦夷はどうやら在来の縄文系集団の子孫ではないかと思える」「『日本書紀』に書かれているようにエミシが都人とは生活様式も姿かたちも大きく違っていたとすれば、それは文化的には縄文系文化の系統を引き継いでおり、遺伝的には混血の割合がゼロ、ないしはごくわずかだったためと思える」と記している。
熊谷公男は「アイヌ民族の基礎となるアイヌ文化の形成時期は、現在では十三世紀ごろと見るのが普通である。そうすると古代蝦夷は、アイヌ民族が形成される以前に列島の北方地域に居住していた人々と言うことになるから、そもそも蝦夷 = アイヌという等式は成り立ちえないのである。」と述べている。
『北海道遺跡分布図』には、2022年8月時点で確認された縄文時代の周知の埋蔵文化財包蔵地（遺跡）は7486件ある。
吉崎昌一は「その地名がアイヌ語によって解釈出来るということと、近世アイヌが実際そこへ行ってアイヌ語で地名を付けたかは別。」「アイヌ語は日本でかつて使われていた古い言葉の面影を残しているのだから、地名がアイヌ語で解釈出来たとしても不思議はない。「本州に地名が付けられたのは、古い段階ではまず縄文文化のステージ、続いて弥生文化の頃だ。土器文化になって、東北地方と北海道の一部の文化が共通する文化がずっと続くね。それから続縄文文化にはいって、北海道の後北文化がずっと本州へ南下する段階がある。そのときつけられたもので、以上はいずれもアイヌ成立以前で、たまたまそれらの地名がアイヌ語で解釈出来るというものだ。アイヌが付けたと言うのは、実際アイヌがそこへ行くか住むかしかない場合だ。」と述べている。
増田隆一は「オホーツク人のミトコンドリアDNAハプログループは、A(8.1%)、B(2.7%)、C3(5.4%)、G1(24.3%)、M7(5.4%)、N9(10.8%)、Y(43.2%)であった。」「海外の既報の研究によると、ウリチ、ニヴフ、ネギタールなどアムール川下流域の現代集団においても、ハプログループYが存在することが分かっている。」「ニヴフにおいてはハプログループY頻度が極めて高い（約66%）。」「オホーツク人が現在のアムール河下流域集団であるウリチ、ネギタール、そして北海道のアイヌに近縁」「北海道縄文人及び続縄文人においてはハプログループYが検出されていない」と報告している。加えて、sato et al 2009a より として 図2 で「これまでの分析でオホーツク人と北海道縄文系との間の遺伝子流動と変遷」を掲載し、「北海道縄文人→続縄文人/擦文→アイヌ←オホーツク人↔アムール河下流域集団の祖先」を図を紹介している。
篠田謙一は「縄文時代にはなかったハプログループYがオホーツク文化人によってもたらされ両者の混合によってアイヌが誕生した。」と記し、図7-5「北海道のミトコンドリアDNAハプログループの変遷」によって円グラフで表し説明している。そのグラフには、縄文〜続縄文・オホーツク文化・近世アイヌ・現代アイヌのミトコンドリアDNAハプログループの割合が示されて、縄文〜続縄文にはYは見られず、オホーツク文化人のYが43%、近世アイヌのYが31%、現代アイヌのYが19%と示されている。なお、縄文〜続縄文 [5世紀] オホーツク文化 [9世紀] 近世アイヌと、それぞれの間にはいつ頃かの文字がある。また、縄文〜続縄文 [7世紀] 擦文｛13世紀｝アイヌと、アイヌ文化の始まりを13世紀からとしている。
安達登は『学術的研究で明らかにする関東地方縄文時代人の人類学的・考古学的実像』の研究概要に「考古学的に、北海道においては縄文時代終末期〜続縄文時代になると、若いイヌを解体したことを示す証拠が急に出現しだす。類似の事例は続縄文時代並行期のサハリンにおいても見られ、イヌを食用としたことを示す証拠と考えられている。一般に、狩猟のために重要な役割を果たすイヌは狩猟民の間では大切に扱われるが、それを食用に供するという大きな変化は、単に文化や習慣の移入だけでは説明が難しい。ハプログループの変遷と考古学的知見を併せ考えると、縄文時代終末期〜続縄文時代に、北海道在来集団とは遺伝的背景が異なる人類集団が、ユーラシア大陸北東部から北海道に渡来してきた可能性があるものと考えられる。」と指摘している。
斎藤成也は「ミトコンドリアDNAのデータからみて、アイヌ人に系統的に最も近いのは、樺太北部に居住するニブヒ人だった。」と記している。
五十嵐由里子は「女性人骨にいては、寛骨の耳状面前下部に現れる妊娠痕の発達程度から、妊娠回数が”多かった”か”少なかった”か、”なかった”かを推定できる。子供の死亡率は、北海道集団で最も高い。このことは北海道縄文人は、集団を安定して存続させるために、他の集団より多くの子供を産まなければならなかった。北海道の縄文集団は子供の死亡率も高く出生率も高い。日本列島の北に行けば行くほど、集団は多産多死型になり、南に行けば行くほど、少産少死型になっていた。」として、図4「死亡年齢分布」で、北海道・宮城県：蝦島・福島県：三貫地・愛知県：吉胡・愛知県：伊川津・岡山県：津雲の古人骨を解析した結果「生存率：北海道：0〜9、10〜19才 = 約45%、20〜49才 = 10%。50〜60才：0%。愛知県吉胡：0〜9才 = 約100%、10〜19才 = 90%、20〜49才 = 55%、59〜69才：0%」とグラフに表している。しかし、古墳寒冷期に縄文人〜続縄文人とオホーツク人との遺伝交流で生まれたというアイヌの多産多死や生存率の予測はされていない。また、縄文時代6地域の観察個体数を見ると、女性が208、男性が155、と示されている。女性の埋葬が男性より多いことは、ムラの集団は母系社会を思わせるが、そのことの記載はない。
オホーツク文化の南下について吉崎昌一は「紀元五〜七世紀にかけて、小氷河期とも言われた寒い時期ありますね。」「気候の寒冷化で流氷の分布が変わり、海獣を追って沿岸のフィッシャー・ハンターが南下してくる理由に説明がつく。」と話している。
八木光則は「後北C2・D式の分布図とベツ系地名の分布図とを比較すると、強い相関関係は認められない。」「続縄文文化の濃密な下北―盛岡は、特にアイヌ語系の濃密な地域となっていない。また、ナィ地域が濃密な秋田県南部では後北C2・Dは出土していない。」「ぺツ系地名の形成時期については縄文時代後期十腰内1式以降の環状列石を造り上げた地域との関係が最も整合的と考えられる。」「十腰内期から続縄文後半期の後北C2・Dの分布時期まで、アイヌ語系地名は温存され長い年月の間に定着していいたものと考えられる。」「ナィ系地名はぺツより古いから、縄文時代後期以前に形成されたことになる。」と記し、「東北地方の環状列石は、縄文時代後期の初期〜縄文時代晩期につくられたが、その範囲はベツが多く分布する範囲と重なる。このことからペツは縄時代後期〜晩期に形成されたと考えられる。ぺツはナイの内側に分布している。ペツの形成は四世紀よりも前（P159〜160要約）」「ナイ・ベツのアイヌ語系地名は、縄文時代に形成されたと考えられる。」と記している。なお、寒冷化による侵入者からの危害を避け、少産少死を求めて、後北C2・D土器をつくる若い女性が若い男性とともに、津軽海峡を渡ったという記述は見られない。
都岐沙羅について山田秀三は「都岐沙羅はアイヌ語地名に多いサラ（sar葭原）が付いた名かも知れません。だが、トキサラ（to-Kisara沼の耳・耳）だったのじゃないでしょうか。沼の一部がくびれたようになったところをトキサラと呼び、北海道の諸地に地名が残っています。」と記し、また「都岐沙羅の柵はくびれ込んだトキサラ（沼の耳）のところを要害として築かれたのではないでしょうか。」と記している。知里真志保は『地名アイヌ語小辞典』で、「ト・キサラ”to′-kisar,-a”とキサㇽ（原義”沼耳”：沼の奥が耳のように陸地に入り込んでいる部分。）」と、北海道中川郡豊頃町の湧洞沼の線画図を描いて説明している。
『北方の古代文化』のシンポジュームで「山田：都岐沙羅、これをアイヌ語で読みますとトキサラ。鈴木：これを現代のアイヌ語でやってもあまり意味がない事もありますね。アイヌ語をこの時代の形まで復元できるかのかどうかという問題もあるので……。山田：それはむずかしい。浅井：現代語と共通するのは数個ですね。鈴木：あるいはこの時代のエミシ語が、今のアイヌ語の中で消滅してしているアイヌ語をどれくらい復元できるかというのはいかがですか。山田：それは今だってアイヌ語に地方的な方言がたくさんあるんですし、今日の話題の時代とは年代が1000年は違うでしょう。きのうはいろいろ言いましたけど本当はずいぶんとおっかないのです。だからわからない。読めない方が当たり前なんじゃないかと思います。」と、山田秀三・鈴木武樹・浅井 亨による討論が記載されている。（山田秀三・鈴木武樹・浅井 亨 他）国立国会図書館デジタルコレクション　/１３２/１５５コマ
菱沼右一は埼玉の上妻・中妻・下妻について「この名のある處は濕地である、思ふに此處に二つの言葉があるやうに思はれる、卽ち「ツマ」と云う言である、これはトマとも發音される、アイヌ語にトマン又はツマンと云ふ濕地に付けられる言葉がある、卽ちTomanである、「沼の湿地」とい云ふ、時としては「沼」をもトマンと云ふ場合がある、（以下略）」と記し、沼はト・ツと読むことを示している。
『国立アイヌ民族博物館アイヌ語アーカイブ』の「辞典」では kisarキサラ【名】[概]（所は kisara(ha) キサラ(ハ)）①耳。 ②（patci パッチ《鉢》や sintoko シントコ《行器､ ひつ》や su ス《鍋》等に二つついている）突起、kisar キサラ 【kisar】 葦（あし）原、kisar(-a)キサラ §731．みみ（耳）(1)kisar(-a)〔ki-sár キさラ〕｟H. 一般｠、kisara(r-u)キサラ ．みみ（耳）(2)kisara(r-u)〔ki-sá-ra キさラ〕[＜kisar]｟S. タライカを除く｠ 、kisar/kisara(ha) キサラ / キサラ（ハ） 【kisar/kisara(ha)】 耳．、kisara(ha)キサラ（ハ）【名】[所]（概は kisar キサラ）…の耳と、「耳」と「葦原」を掲載していることから、トキサラは「沼・葦原」「沼・耳」であることを示している。
高田純は、北海道で発見された遺跡数から推計された縄文期以後の人口と人口密度を表1で示し、「北海道人口は、縄文早期の0.87万から中期に極大の6,5万に増加し、その後、後期の3.9万に減少した。後期から晩期、続縄文期まで大きな人口変化はなかった。ただし、700年前後にオホーツク人が道東沿岸地域に侵入し、人口が4.7千追加された。この追加は、当時の北海道人口の11%増となり大きな変化であった。その後、アイヌ期人口は顕著に減少した」と述べ、さらに、結語とし「擦文期600年頃、オホーツク沿岸に異文化の人々が移住してきた。その人口は11%と無視できないほど多数であった。しかし数百年の間に、彼らは元々の北海道縄文人と融和したと考えられる。」とまとめている。
これら埴原和郎・熊谷公男・吉崎昌一・八木光則・菱沼右一・高田純の論に加え、増田隆一・篠田謙一・安達登・斎藤成也・五十嵐由里子や北海道縄文遺跡を合わせると、都岐沙羅がアイヌ語で解釈できる「トキサラ」であったとしても、吉崎昌一の言うように、それは最初に住んだ縄文人の言葉であり、埴原和郎が言う縄文人の末裔である蝦夷の言葉につながるということや、五十嵐由里子に従えば古墳寒冷期で安定的な集団を維持できない人達が、地名をつけるほど本土には進出していないことを示唆している。なお、菱沼右一の言うようにトマンは「沼の湿地」であれば、ツマンも「沼の湿地」であり、沼はト・ツと読むことになるが、都岐沙羅は「ツキサラ」と読むことを『アイヌ語よりみた日本地名新研究：江戸以前の東京』では言及していない。
一方で瀬川拓郎は『アイヌ学入門』で、「東北地方に多くのアイヌ語の地名がある。この事実はアイヌ集団が東北にいたということ。アイヌ語地名は日本語集団が東北地方に進出し、アイヌ語集団と入れかわる中で残されてきた。」と記している。さらには、「古墳時代の四世紀になると北海道の続縄文文化の人々（アイヌ）は鉄製品を手に入れるため、仙台から新潟附近まで南下した。東北地方の遺跡から、当時の北海道と同じ土器や墓が見つかっている。当時の東北北部は寒冷化で稲作が困難となったためか、人口希薄地となった。そこへアイヌが南下した。五世紀後葉、古墳社会の人が東北北部へ北上し、アイヌが北へ押しあげられた。六世紀にアイヌは撤退、あるいは古墳時代の人に取り込まれた。東北北部へ北上してきた古墳時代の人々は、エミシとよばれた。」と記しているが、これまでの論者とは符合しないばかりか、その『アイヌ学入門』には巻末に引用文献等があるもの、本文記載の文言はどの文献に依るのかも示されていない。
ちなみに、アイヌ語地名の解釈について平山裕人は「関東以西の地名の中からチェンバレンやパチェラーがアイヌ語地名で解釈を試みたが、金田一京助が「東北地方北部研究の専決」と主張。以後この問題は学会レベルでタブーにされた。在野の研究は鼻から相手にされず、その状況は現在も変わっていない。その期間は70年にも及ぶ。」「金田一のプラス面は、アイヌ語地名が学問的正確さが求められるようになった。マイナス面は新たなアイヌ語地名が見つかっても、その論旨を見ることなく即座に否定され、論議の対象となることさえなくなったこと。」と記している。
また在野の研究者で医師の網野皓之も「言語学的にもアイヌ語は琉球語に近く縄文語の発展した言葉であると考えられ、日本語と類縁であることが想像されたのであるが、金田一氏をはじめとする言語学者の重鎮達が 無縁であるとの誤った結論を導き出してしまった」「アイヌ語は縄文語の後継言語である場合が多いと言ってよかろう。」と述べている。しかし、ツキサラはアイヌ誕生以前の現地原住民の言葉とした記載はどこにもない。
アイヌのミトコンドリアDNAについては遺伝子起源を参照

### 中世
『慶長瀬波郡絵図』に「ふる城」として描かれている大川城跡、平時の居館である藤懸り館跡がある。江戸時代の地理学者、小田島允武は「大川城 海府郷府屋驛山中ニ在、城主大川三郎二郎大川駿府守」と記している。
『日本城郭大系第7巻』の大川城には「新潟県の最北端、山北町の中心地府屋は、大川が日本海に注ぐ河口にある商業の町。中世には付近一帯を支配した豪族大川氏の城下集落で、町並みの東方の「古舘」「古舘山」「高館山」などには、大川氏の館や山城跡がよく残る。居館跡は市街の東はずれ、大川橋南岸の河岸段丘端にあり、北東辺は断崖、西南辺は空堀で限られた方100mほどの区域と、空堀の外方に突き出した広い三角状の郭からなる。館の南端の山裾には豊かな水源がある。すぐ上には80m四方ほどの複雑な階段状の区画を持つ郭があって、南から西へ土塁を巡らし、館の背後を厳重に固めている。ここから南東に屹立する「古館山」へ幅3m余りの城道がゆっくりと上がっている。「古舘山」は館跡との比高50m程の半独立峰で。尾根は北端の主郭を初め、堀や切崖で区分された四郭を並べている。その東側に広い腰郭を伴った堅固な備えを固め、各郭にはそれぞれ土塁が備わっている。「古館山」と館背後の防禦陣地は、共に館に直結した強固な後ろ盾で、三段構えの配置。縄張りの妙はすばらしく、非常の際は完全に一体となって相互の機能を補完し合い、鉄壁の守りを全うし得たであろう。「古館山」の南の尾根伝いの約1㎞の所にある「高館山」（標高130m）にも、「古館山」に匹敵する規模の山城跡が残っている。特に南から西の展望が優れており、後方警戒を兼ねた詰めの城と思われる。「古館山」と「高館山」を結ぶ尾根の中ほどに、北面が三角錐状をなす小峰があるが、山頂から山腹にかけての北面には幅2〜3mの廊下状の平坦地を桟敷状に連ねた施設が認められる。これも山城遺構である。これら館・前要害・中要害・奥要害を縦深に配置した一連の城塞は、堀・土塁の用法などから戦国時代の築造とみられる。」「大川氏は南北朝の動乱時には、大川彦次郎の名が見え、北朝方（武家方）に属して小泉氏・立島氏らと行動を共にしている。本庄氏が勢域に赴く戦国時代には、同氏の被官的位置を保っていたようだ。永禄11年（1568年）に本庄氏が上杉謙信と敵対するに及び、謙信に臣従して、本拠地が越後北辺にあることから、謙信の命を受けて出羽口の固めに懸命に奔走した。以来、出羽口に風雲急を告げるたびに多いに活躍した。慶長3年（1598年）上杉景勝に移封に従い越後を離れた。」と、詳細な記述がある。
『温古の栞（拾壱篇）』「古城跡乃部 府屋の古城跡」には「岩船郡小泉荘府屋（出羽境の深山より流れ出る荒川雷川合し大川と云へ海に注ぐ處なるを以て往昔は大川の驛と云り）山の古城跡は海岸に瀕し金ヶ浦山に續き一夫能防ぐ時、萬夫も進むに能はざる要害あり建仁中より土着の勇士大川某なるもの此所に住し佐々木家に随へ城家の征伐に尽力せしを以て其谷入を賜ふ後上杉家へ属し出羽口を守る天文七年五月當代三郎二郎義に依りて長尾為景尓隨へ越中國に發向し栴檀野に討死す其後丹後守重漣は謙信に仕へ忠臣の名あり天正年中主家遺跡爭への砌り景虎に加擔せしとの讒口に罹り春日山へ謀誘され景勝の面前にて自刃を賜ふ是より廢城となれり」とあり、要害のことや上杉氏との関わりを記している。
山形県西田川郡温海町（現・鶴岡市）の『温海町史』に「府屋には大川氏、立島には立島氏がおったが、両氏とも本庄氏や色部氏のように新米の地頭ではなく土着の古い豪族であった」とある。（文責：斎藤正一：鶴岡高専教授）。
『山北町史』には「大河氏は越後国最北端の大川谷に興起した豪族であると言わているが、建久元年（1190年）2月12日の決戦に敗れた大川兼任の嫡男・鶴太郎、二男・於幾内次郎が300騎ほどの手兵を従え越羽境に逃走し、後に、大川谷に出て蒲沢に館を設けたと言われている。」と記している。
また、大川氏の家系について『山北村郷土史』は「大川二郎兼仁、将長（彦次郎）、宣長（三郎二郎）、家貞（三郎二郎）、国重（駿河守）、長秀（三郎二郎）程度しか分かっていない。」としている。
米沢市立図書館郷土資料担当に大川氏について問い合わせた時、「横浜市在住の立島氏より高岩寺についての問い合わせがあった折、立島氏と大川氏は大川次郎兼任の子孫と伝わっている」との文書が届いたが「横浜の立島さんは、越後立島氏の子孫」とする史料は見当たらず、信頼性に乏しい。
大川氏について『山北村郷土史』に「天明元年（1781年）・安永九年（1780年）と大川氏の末裔と名乗る大川新三郎が祖先の城址を尋ねて来ている。新三郎は敬之助とも称し、出羽庄内酒井左衛門家中と言うことになっており、庄内黒川に住んでいたという」との記述がある。
大川敬之助が祖先の城址を訪ねて来たことについて『大川古城主大略記』に「安永子年（九）中（1780年）秋発五日快晴にして、五ツ半前、大岩川村ヨリ鼠ケ關弁財天の霊場を拝し、夫ヨリ艤して、越後大川郷府屋町に至る。富樫又左衛門宅へ立寄。又左衛門先立して命旧地を見る。以下略）があり、「天明元年（1781年）辛丑九月十八日早朝、湯温海を出立、構坂、岩川、此所・住吉坂有 早田を過 鼠ヶ関を通りて原見村へ出 羽越の境テシロ山、浪間能石を見、夫ヨリ越後国へ出て 鼠喰岩の絶景なるを感眺し 岩砂の海浜を通り通り中浜村、岩崎村の両邑を通りて 一の山川艀ニ渡して 大川郷府屋町へ着きぬ。」とある。
1780年（安永9年）の記録には「城地乾ニ当り、堀切の外山ニ大川氏の墓所也とて当時畠中ニ石を積み重ね、艸茫々たる所あり。其辺りニ經塚あり。近年又左エ門建しとて石地蔵あり。土民此所を御廟堂と呼びしとぞ。（中略）此山前面ㇵ前に記スごとく、階のごとくにた、一段一段ニ屋舗跡あり。後面は山沢流して至而険阻にして、高サ数丈、屏風を立てたるがごとく、足かかりもなき（『大川古城主大略記』p.2：古文書 伏家名）」。また同文書には、河内平にある河内大明神が記されている。この社の場所を基準にし、北磁をもとに「乾」（北西）方向に線を引くと、舌状地の中ほどにある畑附近にあたる。この線上の城内に「姫の墓」もある。『広辞苑』（第5版）によれば、外山（とやま）とは、「端の山。人里に近い山」とある。御廟堂のある比高6〜7メートルの舌状台地は、藤懸り館から見た端の山で人里近い山になる。
標高約14メートルの舌状台地北端と標高約16メートルの館跡端西端の間に空堀がある。これが前述、1780年（安永9年）記録にある堀切のこと。堀切は土橋でつながっていた。舌状台地は11に区分けされ小さな堀が見られる。大川氏の墓所は区分けされた中でも広い。標高約7メートルの墓所西下について田中圭一は「建造物については明らかにしえないが、地割から見て、東西、南北共約20間ほどの区画が認められるのでここに居館の主屋が建てられていたと考えられよう」と記している。このこと墓所下を家来衆の家々で守り固めた配置ともいえる。
立島氏・大川氏とは『色部文書』「越後国色部惣領秩父三郎長倫とも申す、瀬波郡（岩船）謀叛人小泉左衛門二郎持永（村上市）・大河彦次郎将長（山北町府屋）・立島彦三郎実名を知らず（山北町立島）以下の輩のこと、勅命に任せ、且は守護御代官屋敷与一の催促により、長倫子息宝堂丸一族相共に、七月十二日持長城に押寄せ、かの党類等を誅落し訖（おわ）んぬ。次に将長大河樺沢城に楯籠たてこもるの間、(以下略）」にある大川氏と立島氏のこと。
ちなみに『山北村郷土史』には「大川郷誌によれば、大谷沢は大川氏の足軽の地であったと言われている」とある。
立島氏について『山北村郷土史』は『慶長瀬波郡絵図』に触れ、「立島氏所領であるべきところが、大川氏の所領として記載されており、しかも立島氏の名前が全然出てこないのはどうしたことであろうか。」「文禄・慶長期には立島氏なる者は存在しなかったのであろうか。伝承では、上杉氏会津転封の際、大川氏と共にこれに従って会津に赴いたことになっているのだが、（中略）色部文書の中には、立島彦三郎なる者の名が見えていて、大川彦次郎将長門ともに本庄持長を助けて事をなしている。（中略）彦次郎・彦三郎の名前からして、両者は兄弟だったのか（中略）地理的な位置からしても立島氏は大川氏の一族であって、検地の際は何らかの理由で、大川氏名義で公文書に記したのかと推定。」「菩提寺といわれる北田中の香積寺には位牌及び遺品が伝えられているという。」と記している。
立島氏について『温古の栞（貳拾九篇）』の「立島山の古城跡」には「岩船郡小泉莊立島山の古城跡は海岸の眺望に富み要害無双の城地なり建武年中の豪族立島兵庫なるもの此處に住し佐々木家に随へ城家の征伐に尽力せしを以て當谷入を賜ふ（以下略）」とある。
1561年（永禄4年）の川中島の戦いで、「越後方では大川忠秀、志駄義時らが討ち死にした。」とある。府屋から春日山まで海岸線経由でも約200キロメートルあり、陸路ではそれ以上となる。春日山から川中島まで、国道18号を経由しても80キロメートルある。
早川圭は「大川城跡は北端から南端まで全長約1000mにわたる規模」「軍事的緊張が高まった国境に、縄張り・防御施設が発達した城」とし、出羽と越後の「境目の城」と位置付けている。
また、大川氏の経済基盤について田中圭一は「農業はもとより山熊田の砂金採取・大毎の金山活動」「製塩用の塩木生産」をあげている。
坂井英弥は「大川町は海岸部の山あいの地域のなかでは、比較的大きな川の河口にある。この地域にあっては比較的豊かな生産基盤があり、なおかつ経済的な要所である。必然的な有力者がうまれるところであるし、その拠点が新たに築かれるとき、既に存在した中心的な集落を意識して選地した可能性は十分にある。」と記し、注には「大川の集落は城館が廃絶したのち、現代に至るまで、地域の中心集落としての町場を維持してきている、これらの集落は戦国期に城下集落として大きく発展し、その機能が後世まで維持された面も考えられるが、そもそも城館の存在がなくともこれらの集落が、成立する基盤を有していることを示している。」と記している。

### 明治期の府屋村
幕末の1868年（慶応4年/明治元年）から1869年（明治2年）に起きた戊辰戦争時、村上藩の家老・鳥居三十郎は、同志らと庄内の鼠ヶ関に入りと庄内藩と共に明治新政府軍と戦った。このことについて横山貞裕は「偉かった鳥居三十郎」の項で「村上町を戦火の災難から救うために戦場を羽越の国境鼠ヶ関に求めて」と記している。大滝勝人に従えば、「山北=ブドウヤマ=蒲萄山の國」が戦場となった。その結果、火をかけられた地が、中浜・府屋や小俣などの地、即ち「サンポク」である。
渡辺勝男は「府屋は戊辰の役で焼失し、史料は皆無であり」と述べ「山手の味方末吉省造岩崎ヲ火シ大川（府屋）に入り民家ノ後に忍テ火ヲ掛レバ敵怺エス碁石のホウエ引退ク」と『戊辰庄内戰爭録』の内容を記し、その惨状を伝えている。
府屋は2008年（平成16年）4月1日に新潟県村上市府屋になっているが、明治政府が1874年（明治7年）4月、各府県に村名等調査を5月30日まで提出するよう通達し、全国に村名をフリガナ付きで提出させた『全国村名小字調査書』には「越後國別調 中 二十五第區 越後國岩船郡 第十小區 總四十一ヶ村の中に「府屋村」の名がある。以後、1889年（明治22年）に府屋村を含む12村と合併し、大川谷村となる。
府屋について『山北町の民俗4（社会）』には、「大川の流れが日本海に注ぎ込むか河口部に位置する府屋は、交通交易の要所として古くから開けてきたところです。とくに江戸時代中期以降は活発になった海運を利用した塩木（ショッキ）や木材など林産物の集散地として発展し、それらを取り扱う問屋や商人が集まりました。江戸時代から明治二二年の町村制の施行までの多くの文書には「府屋町」あるいは「府屋町村」と表記されているように、府屋は、農業・漁業・林業などを主な生業とする村とは異なる、商工業者を中心とした町場を形成していました。」とある。
伊能忠敬の『大日本沿海実測録 首巻,1』にも「岩船郡 府屋町　又呼、大川宿、　三十八度三十分半　二十七町二間　至國界、　二十町二間」　とあり、府屋が町場を形成していたことを裏付けている。（伊能忠敬　大日本沿海実測録 首巻,1大学南校　明治3年　p70　国立国会図書館デジタルコレクション　コマ番号106/127）
『和名類聚抄』の越後国磐船郡の郷名について邨岡良弼は、「上海府、下海府二村、海府以音讀之、海部訓安萬倍、興餘戸（アマベ）聲相通」と記し、海府・海部・餘戸は安萬部（あまべ）と述べ、餘戸郷はアマベ郷としている。その上で『越後野志』を引用し「餘戸 亘 府屋、岩埼、中濱、岩石、碁石、勝木、大蔵、寝屋、蘆谷、寒川、桑川、今川、板貝、笹川、桑川 諸邑”稱 海府浦 盖其地也」とある。また。「山家 越後野志、今山家郷、蒲萄、大澤、大毎、黒川、大代、小俣、大行、須戸、荒沢、大平、高橋、關口、松岡、早稲田邑」と記している。
横山貞裕は山家郷について「蒲萄山北郷」と、他者の説を紹介している。小田島允武の1815年（文化12年）の著作『越後野志』には、蒲萄山北郷・山北郷の文字は見当たらない。前述の海府郷府屋駅があるのみ。小田島允武・邨岡良弼・横山貞裕を合わせると、「蒲萄山北郷」は「大澤、大毎、黒川、大代、小俣」出羽街道筋にあたる。海岸部の府屋〜桑川は海府郷。蒲萄、大行、須戸、荒沢、大平、高橋、關口、松岡、早稲田は出羽街道筋の旧朝日村となる。

### 山北（サンポク）とは
「山北」について『山北町の民俗4（社会）』には、「山北町は古くから「山北郷」「蒲萄山北」と称され、一つのまとまりある地域（郷）と考えられてきた。山北の名は蒲萄山（蒲萄峠）の北にある郷と言われている。出羽街道の険阻蒲萄峠を越えたこの地方は、三方を海に囲まれ一方は日本海に塞がれ、閉ざされた空間を形成していた。閉鎖空間での人々の暮らし向きや暮らしぶりなどから、地理的・経済的に一つの同じ郷とみなされてきた。生活など文化様式は朝日村と類似し連続しているが、庄内地方の影響も強く、帰属意識は葡萄峠を境に朝日村とは異なる郷と認識されてきた」と記されている。
宮本常一は「昭和11年（1936年）11月8日、東北地方巡歴の爲、朝小山行にて上野駅をたつ。（中略）次の汽車にて越後村上に向かう。（中略）村上に着くともう寒かった。裁判所に渡辺行一氏をとふ。初対面。瀧波龍太郎氏を紹介さる。」「瀧波氏から蒲萄山北郷の方へ這入なら中俣の村長が今日の會に來ておられるかもわからぬから（以下略）」「山北に入って所々にカノを見かける。ナギバタとも言っている。燒畑である。」「由来山北郷は漆の産地であった。」と、「山北（サンポク）」の言葉が使われはじめ、「山北郷とは蒲萄峠以北の中俣・大川谷・黒川俣・八幡・下海府の五ヶ村を指すもので、一般には葡萄山北と言ってゐる。新潟縣の最も北に位して、その大半は古くは天領であり、米沢藩の領でもあった。農業を以て主として生計をたてたが、薪材木もをも伐出して新潟方面に送り、又漆をかいて收益をあげ、金銅亜鉛をも産した。一帶に山岳起伏して人口は少く,冬期は積雪多く生計は困難であると言ふべきであろう。その海岸地帶は海士の住む海府の地であるが、海岸地方には足を印する事がなかったので、滋にはその歩いた道筋附近の事についてのみ記す」と以後の号にも見える。
大滝勝人は「小林さんの言はる〻「旅行者の採集と土着人の採集」について學問上の參考になるものでしたら、宮本さんの後に續いて（五月號の）又私もトボ〻と歩むことにいたします。「山北郷」の名称は新しきもので、小國から徳川時代には、私の村（八幡）の川筋を立島谷、大川谷村の川筋を大川谷と称してゐました。「山北」とは村上の町中心で眺めた蒲萄山の北の郷といふ意味で「上方」の稱呼と同じもの。村上から見て蒲萄山の手前、村上迄の間を「下川郷」又は「下在」と稱してゐます。實は「山北」など〻は儀禮の稱呼で、「村上」からは、俗に「ブドウヤマ」と蔑稱し、小兒の泣くのを威嚇する時は「だまらないと葡萄山にくれてやるゾ」と明治時代初期まで言っていました。蒲萄峠を越して來る人間はほとんど葡萄山の國から出てくるものと思ってゐたのです。「猿」と呼ぶ蔑称は當前行はれていたのに皮肉にも其の地方から、郡會議員、縣會議員、代議士などが續々と出てきました。此處の猿はまたなんと優越感の強いサルでせう。其のバカにされたサルは中々政治の大才で著名な議員ばかりであります。政當時代、岩船郡から出た縣會議員を新潟でサルだとバカにしたさうだが、其の岩船郡内で又猿の國だという山北郷なのだから猿の本場なわけです。（中略）交通不便な昔の村上の人々は葡萄峠は山又山の國に辿り入るばかりのものであると思ひ決めてゐたものです。（中略）村上からみて海岸通地方を「海府」と読んでゐますが、それは現在の上海府村邊が限界で、その沿岸續き北の方には關心の視野が届かず、村上から眺めて、山の方からも、磯の方からも、忘れられた地方が即ち我が「山北地方」（以下略）」とする。このことから大滝勝人は「サンポクの根源は蔑称つまり侮辱用語からきている」ことを滲ませている。
山北町の経済・文化について『山北町の民俗5（信仰）』には、「山北は古くから「大工のまち」として知られ、出稼ぎによって生計を維持する割合も過去、現在ともに高いものがあります。この出稼ぎの範囲は明治、大正期には専ら出羽街道を通じて、鶴岡を中心とした庄内地方が主なものでした。その結果、山北は文化的には現在の村上市や新潟市よりも、むしろ庄内地方の影響を強く受けていたのが、明治時代までの実状だったのです。」とある。このことは商業圏が村上よりも鶴岡であったことを示し、交通手段が変わっても繁華の鶴岡に向かう人たちが多い。
1955年（昭和30年）、下海府村、八幡村、黒川俣村、中俣村、大川谷村の5ヶ村が合併し山北村となった。初代村長は黒川俣出身。1965年（昭和40年）に山北町となった。村上市に合併した2008年（平成20年）からは「山北地区」となった。学校名も「村上市立山北中学校」「村上市立さんぽく小学校」となった。蒲萄山南の山北郷に隣接する朝日村は「蒲萄山南郷」「山南（サンナン）郷」とは言わない。

### 府屋の名称
『大漢和辞典』に「府」は16通りの意味が示されている。その一つに「つかさ。官省。役所」がある。これらの意味を含む熟語として、府舎・府地・府庭などがあり、「府」は「役所」の意味として使われている。特に「【府館】フクワン。役所のやかた」がある。
『新編大言海』には「ふ」の項に「府」があり、6通りの意味を記しているなかで「官人ノ事務ヲ執ル所。ツカサ。役所。」があり、「倭名類聚抄、五四官名「府、近衛府、衛門府、太宰府、鎭守府、國府」と、その出典を示している。
『大漢和辞典』の「屋」は10通りの意味の中で、「や、いへ・すみか」がある。関連する熟語に「【屋形】貴族の居宅をいふ。殿舎。」がある。
『新編大言海』の「屋」は10通りの意味を示し、「や、いへ、すみか」がある。「屋」の熟語として「やかた（屋形）」があり、その意を「家處ノ義」と説明している。「家處」について『大漢和辞典』では、「家處」を「家居を見よ」とあり、「家居」には「住居をいふ」とある。これらのことを照らし合わせると、「府屋」に都岐沙羅柵があったとすれば「都岐沙羅府の屋形」が浮かび上がる。

### 府屋と府屋周辺のいろいろ

#### 府屋の「フ」と「ヒ」の発音
『大川の流れにそって：古老の話から』には、「府屋沢（ひやぞう）の沢はきれいで水量も豊かで米をといだり、飲料にしたものだと（与十郎婆様から）。」（渡部長談、p10）、「ヒヤ通り（府屋通り）造船所踏切の前から半四郎のあたりまでを差してヒヤ通りと呼んでいる。五十年前も馬車が二台すれ違うことが出来た幹線道路である。」（渡辺サダ談、p13）と記されている。このことから府屋はヒヤと発音していたことが分かる。
「三島郡誌」には「龜田鵬齋三島地方に來り著しく地方語に感興を覺え、耳障りの訛言のみにて左の一首の歌を詠じた「おやげなや 越後のふとの ひよごもり よきに あなれに さぶや しゃつこや」とあり、「ふと」は「ひと：人」、「ひよ」は「ふゆ：冬」と発音している。その解釈は「なさけなや 越後の人の冬籠り ゆきにあられに 寒いやつめたや」と記している。
この歌は「フはヒ」、「ヒはフ」と発音しており、「府屋：フヤ」が「ヒヤ」と発音していたことに共通性がみられる。しかし府屋をヒヤと発音するのは古老の言う「府屋沢：ヒヤゾウ」だけで、若者は「府屋沢：フヤサワ」という。　
なお、『近世大江山村郷土史第2巻』には「おやげなや 越後のふとの ひよごもり いきに あなれに さんぶ や はっこ や 龜田鵬齋」とある。
柄沢衛は「新井白石の説に「冬フユは冷ヒユ成」とある。これが正しいなら、ヒユは古音となる。」「この歌が、上越地方や、新潟県の北部に伝承されていないであろうこともほぼあきらかになった。中越を中心とした中越地方に、さまざまな形で伝承されている方言歌である。と述べている。これら従えば、フヤをヒヤと発音したのは古音が残されていたこととなる。

#### コド漁
『大川の流れにそって：古老の話から』には「大川流域での鮭の捕り方はコドを作って鮭を捕えるコド漁法（固笯漁業）である。コド漁業とは川の流れを考えて杭を打ち、柳や竹の葉などでおヽい、上って来た鮭が隠れやすい様に作った漁場で、そこに隠れた鮭を、主に夜明けに鉤でかくのである。コド漁はいつ頃から始まったのか不明であるが、鮭の習性をつかんだすばらしい漁法であろう（渡部長談）(p13)」と記されている。コド漁は、大川沿い集落の岩崎・府屋・堀ノ内・温出・大谷沢・遅郷・岩石でも行われた。「[1872  
『コモンズと正統性(レジティマシ）：「公益」の発見』には、「(明治 5）年の明治新政府による学制発布に従い、その翌 年に大川郷では 第十番小学温出校（現大川谷小学校)」を開設 した。それは後に温出小学校となり、大川流域の子弟教育の場 として重要な割を果たすが、その費用の捻出にサケ漁が役に 立った。学校の費用に充当するということは、当時、大川郷 を管轄していた村上警察署の署長の説諭によって行われたという。その旨「鮭川 議定」に記載されている。」と、サケの収益金が学校の費用に充てられたことが記され家入る。（菅 豊　コモンズと正統性(レジティマシ）：「公益」の発見＜特集＞環境をめぐる正統性/政党制の論理—時間・歴史・記憶—）(環境社会学　2005　環境社会学研究(11)電子書籍・電子雑誌　p31　国立国会図書館デジタルコレクション） 
『新発田市史資料』には、加治川や支流の板井川、姫川のコドの作り方・鮭の捕り方が図と共に示されている。「柱を三本立て、孟宗竹の葉のついたものを入れる。コドの上に横木を渡し藁や茅で蓋。ノゾキアナを作る。」形は三角形だが、仕掛けは大川のコドと同じようなに見える。獲り方も「朝方、隠れている鮭をヤスで突き、鈎引っかけて獲る。」とある。「麓ではコドをたてたのは今次戦争の初めころまで。」加治川本流の上大友では「明治に頃まで。」と記されている。
大川のコド漁は全国でも珍しい鮭の捕り方となっているらしいが、コド漁は南からか北からか、あるいは大川独自のものが他所に拡散したのかは記されていない。 

#### 大川港
中野城水は「大川谷村で大川の注ぐ川口にある港である。大川は近年鮭漁が多く、大川港は其輸出港として謳われ居ったが、近年は汽車の便を借りるもの多い。」（P32〜33）「大川港の入港船舶数は、汽船0・帆船774隻」(p39) と記している。（中野城水『海の越後佐渡』　中野城水　　大正15年　ｐ32~33・p39 　国立国会図書館デジタルコレクション　26・２９/87コマ）
『大川の流れにそって：古老の話から』には、「凪さえよければ毎朝二十隻位の小廻し船が大川港についた。新潟・松ヶ崎から薪炭（特にショッキを積みこむためにやって きた。小口川から造船所の方へかけて、現在下の浜と呼んでいるが、その沖合を大川港と云ったのである（渡部長談）。
『新潟県の100年:ふるさとの百年総集編4』：漁港の昔・府屋と大川港の写真説明には「大川の川口府屋は上流の中俣地区から流送される木材の集貯木場で、新潟方面への積み出し港として栄えた。大川郷からは木材、薪を積み出し、帰りの船で生活物資が陸揚げされ、山間部まで馬車で運ばれた。：山北町・大正8年。」とある。写真には大川河口沖に帆船が写っている。羽越線は開通していないころで橋脚は写り込んでいない。
なお、『水産年鑑』大正14年版の道府県別漁業組合に「大川浦漁業組合」の名があることから、大川港一帯を大川浦と称していたことがわかる。

#### 間の内漁港
間之内漁港の写真説明では、「義経上陸伝説のある金ヶ浦と鰐穴岩、それに抱かれるような間之内漁港と番屋の遠望。：山北町・大正13年。」が掲載されている。
間の内港は西方に岩礁が左右にあり、岩礁間は約160mある。砂浜も広く写り込んでいる。間の本字は澗。『出雲崎町史』には「澗とは、岩礁と岩礁に挟まれた海水域を指している。」とある。また庄司秀春は、「澗とは入江、湾になっている海岸地形」と記しているこのことから、間の内港は岩礁に挟まれた港となる。間の内は慶長瀬波郡絵図には金か浦村として描かれている。
府屋の造船所　
温海町史下巻には「大正十四年六月本間新右衛門新潟県府屋森山造船場ニテ新栄九（五噸十馬力）ヲ新造シ底引網漁業ヲ始ム」とある」(温海町史 下巻　温海町町史編さん会　1991年編さん　温海町、p601　国会図書館デジタルアーカイブ　327/６６８コマ）また、「沿岸漁業の不振を補うため行われたのが北洋漁業であった。念珠ヶ関漁業協同組合も総会北洋漁業の実施計画を提案し出資金1000万円、借入金1100万円、そのた1000万円の資金で八四.七トン、三一〇馬力の木造船を建造することを決議した。十一月新潟県山北村大字府屋の北越造船所で建造に着手して三十一年四月五日に進水式を行った。同船は第八十八羽前丸と命名され、船長佐藤福松以下二十名が乗り組み、四月二十二日酒田港を出発し、集結地函館港に集合、太洋漁業化株式会社の船団に属し、四月二十八日勇躍征途につき、北洋サケ・マス漁業に従事した。この年従事した県独航船は一一隻であった。第八鉢十八羽前丸は九万1000尾（一四〇〇万円）の水揚げをし、八月二十一日四ヵ月振りに懐かしの鼠ケ関港に帰港した。」（温海町史下巻　温海町町史編さん会　1991年編さん　温海町p1074～1076国会図書館デジタルアーカイブ564・565/668コマ）
このことから府屋には、北洋でサケ・マス漁業が行える造船技術を持った造船所があったことを知ることができる。あわせて、約89t級の木造船が進水するにはなだらかな広い浜砂浜、進水し時に船底が海底に接触しない深さが必要となることも、あわせて知ることができるる。

#### 山熊田
大川河口から中継川沿いを歩くと山熊田集落がある。慶長瀬波郡絵図には「大河分 山ご俣村」が描かれ、近くに「金山アリ」と記されている。
宮本常一は「山熊田では熊狩を行うてゐる。併しマタギと言ふ言葉は用ひぬという。三面や大鳥の仲間とは違ふと村の人は言って居る。古くは手槍を用ひたものであるが、今鐵砲を用ひてゐるが、大体五代位前からであらうかといふ。」と記し、マタギ言葉・山言葉・山詞との言葉は文面にはなく「狩言葉 マカ = 血、コシマメ = 腎臓、フナマメ = 心臓 p23〜24」などを記している。「マタギ」は東北一帯の言葉だが、四国には「マトギ」という言葉がある。どちらも狩猟や猟師の意を持つ。（詳細はマタギ参照）

#### 新潟県最北の「平安時代前期・鎌倉時代~室町時代」の遺跡
令和2年（2020年）発掘の竹ノ下遺跡について笹澤正史は「遺跡の概要：日本海に面した旧山北町に位置し、海岸から約1㎞内陸に入った大川右岸の段丘上と段丘下に広がる沖積平野に立地している。段丘の標高は12ｍで主に室町時代の遺構・遺物が見つかった。沖積平野の標高は7ｍで、大川の氾濫などにより運ばれた土砂（シルト層）を挟んで下層に平安時代、上層に鎌倉時代～室町時代の遺構と遺物が見つかった。沖積平野の遺構は、深いところで水田の下１ｍ以上も埋没していた。」
「遺構：平安時代の遺構は竪穴建物4棟以上、土坑4基、溝2条、鍛冶炉2基、ビット多数が見つかった。新潟県内の沖積平野で平安時代の竪穴建物がまとまって見つかるのはめずらしい。また、鍛冶炉は径30cmほどの小さなもので、高熱で地面が焼けており、炉壁には鉄滓が付着していた。鉄鍛冶に利用された炉と考えられる。」「鎌倉時代～室町時代の遺構は、掘立柱建物3棟、土坑5基、溝2条、石組遺構Ⅰ基、ビット多数が見つかった。掘建柱建物のうち、１棟は梁間2間、桁行5間の主屋に柱列が付属する建物で、柱が動かないように底に平石を敷いたり、柱穴と柱の間に拳大の石を詰めていた。」
「遺物：平安時代の遺物は、土師器と呼ばれる素焼きの土器や、器の内側に炭素を吸収させた黒色土器などの食器、須恵器と呼ばれる陶質の甕や壺、釉薬を掛けた緑釉陶器・灰釉陶器などの食器が出土している。緑釉陶器や灰釉陶器は。生産地である近畿や東海地方から遠くなるほど出土数例が少なくなるので、これを入手することができる有力者か、役人などが遺跡に関わっていた可能性がある。」「鉄鍛冶を行った時に出てくるくず（鉄滓）や鍛冶炉に風を送るための羽口など、鉄の道具を作るための遺物が多く出土した。ほかに漁網のおもりに使う土錐、塩を作るための製塩土器などもある。」「鎌倉～室町時代の遺物は、青磁や白磁といった中国から輸入した磁器や珠洲焼、越前焼、瀬戸・美濃焼などの国産陶器が出土している。ただし、掘立建物が数棟見つかっていたのも関わらず、遺物量は非常に少ない。また粉食を作るのに使用するすり鉢や、貯蔵用の甕がごく僅かであり、使われた器の構成が通常の遺跡とは異なっており注目される。」
「まとめ：慶長2年（1597）の「瀬波郡絵図」には、大川氏の拠点である藤懸り館・ふる城（大川城）や当時の街並みが描かれているが、室町時代の大型建物は、絵図以前にすでに大川周辺で開発が進んでいたことを示す遺構として注目される。」と記している。。
新潟県埋蔵文化センターの『発掘新潟の遺跡2020』によれば、「竹ノ下遺跡は平安時代前期と鎌倉～室町時代」とある。（『2年度2020　冬季企画展　発掘　新潟の遺跡』県立埋蔵文化センター　令和2年　p3）　となれば、通説では平安時代前期は794年～900頃となる。報告書は計画されておらず、次の発掘後にまとめて作成するという。
竹ノ下遺跡とその周辺を時系列でみると、658年：都岐沙羅柵の柵造と判官に位を授けた　670年：則天武后が日本と読む。（日本国(山）を参照）　682年：越国の越蝦夷伊高岐那等が一郡を建ることを許された。　698・699年：磐舟柵を修理した。　708年：出羽郡が建てられた。　709年：越国（庄内地方）の暴動を鎮圧。　　712年：出羽国建国。　　794年～900年頃：竹ノ下遺跡　となる。このことから、竹ノ下で鍛冶場を設け鉄製品を盛んに作っていた人たちは、庄内蝦夷が暴動を起こしたときから、最短約50年後の頃になるが、鉄製品は庄内地方の開墾用に船で運ばれたとの記載はない。ちなみに901年は菅原道真が太宰府に左遷となった年。

## 地形・地質

### 地形分類図
国土交通省の『5万分の1 都道府県土地分類基本調査地形分類図』（新潟県 温海・勝木）によれば、府屋は南北約1000メートル、東西最大幅約600メートル、北の大川左岸から東・南山裾までの広さ約0.3平方キロメートルの三角状の海岸段丘上にある。海岸段丘上には南北約800メートル、東西最大幅約300メートル、最大標高約18.7メートル（地理院地図計測）の被覆砂丘がある。砂丘はクリオネが北に向いているような形で、北端から約300メートル南付近に頂上があり、頂上から南約700メートルまでなだらかに続く。
伊倉久美子・太田陽子は、府屋の完新世海成段丘の研究、「府屋は勾配の緩やかな完新世段丘が溺れ谷状の分布を呈す。完新世段丘形成時に湾入があった(p398)。旧汀線高度が5〜6m(p401）。」と記し、赤丸ポイント地をハンドオーガーで掘削した計測結果、「地表面（高度7.0メートル）腐植土の下は標高 4.3メートルまで小礫混じりの砂層で、以下砂層を挟むシルト層となる。海成層は確認できなかった。」と記している。これらのことは、縄文海進時、舌状台地の下〜神明宮下〜常楽寺附近〜砂丘西端に湾入があり、汀線高度は5〜6mだったことを示している。なお、掘削場所の50メートル先にΣ型の旧河道があるが「小礫混じりの砂」はその後の大川の流れによるものなのかどうかは記されていない。

### 表層地質図
府屋南の山の左右中心線のようなところは断層で、その位置にヒヤゾウと呼ぶ府屋沢がある。府屋沢西の塊は、シルト岩・泥岩・凝灰岩。東の塊は、泥岩・砂岩・褐炭。大川河口近くの右岸には玄武岩が、左岸には砂丘が川縁まで伸びている。

### 大川の流れ

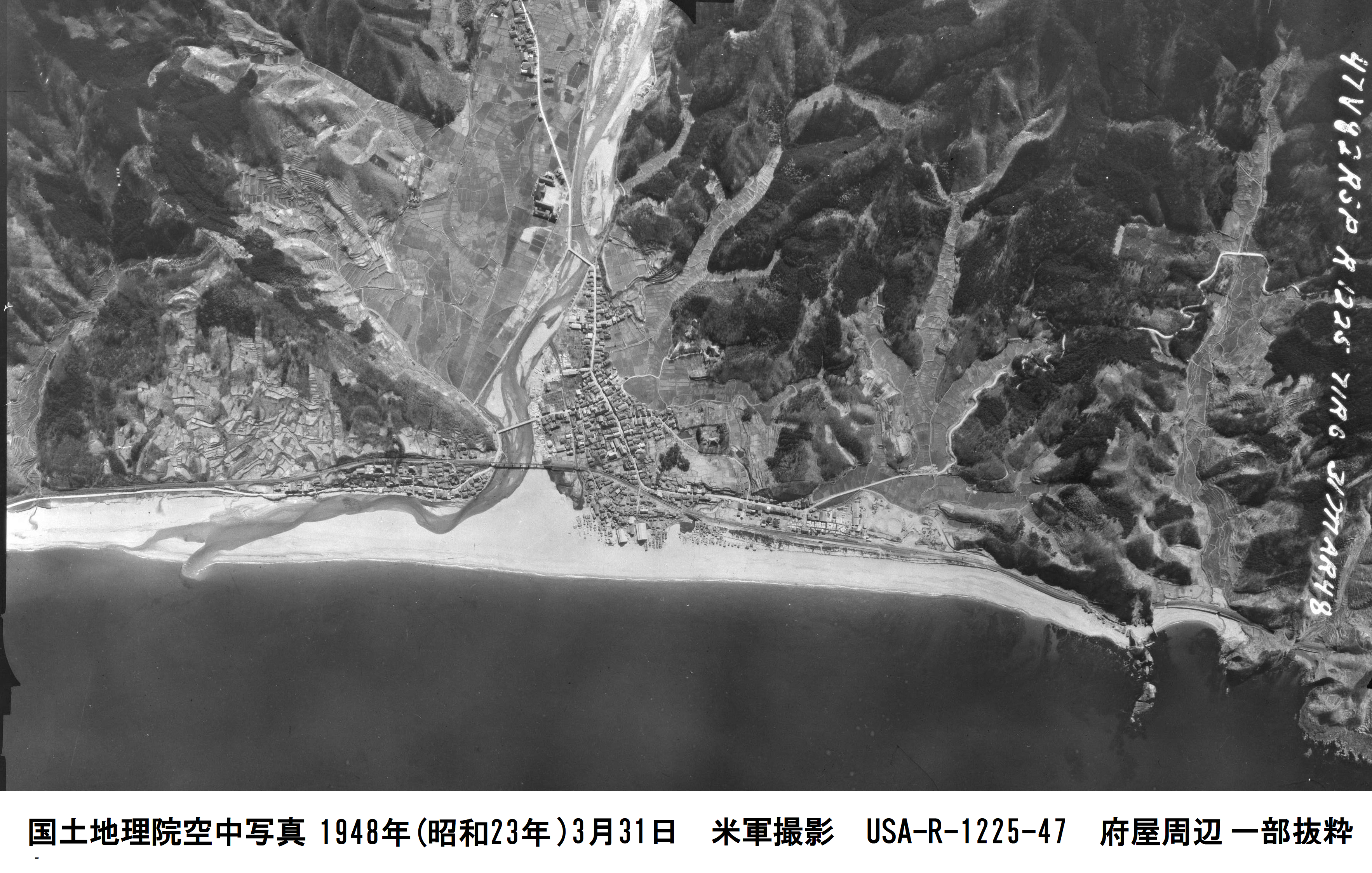
米軍による1948年（昭和23年）撮影の写真

地形分類図には、大川右岸の山裾に河岸段丘IIIと旧河道、その下に河岸段丘IVと旧河道が示されている。大川左岸には東側段丘状の山裾に沿ったΣ型の旧河道が示されている。『山北町の民俗4（社会）』に「府屋は、明治中頃まで「府屋百軒」といわれ、本町や中嶋通り（現・学校町）を中心に人家が立ち並んでいました。」と中島通りがあったことを記している。大川の流れの中に中島が出来たのだろうが、このことについて山北町の民俗4（社会）には記載がない。府屋沢と新潟県道・山形県道52号山北関川線が交差する地点は標高値が約5メートル。西が砂丘と東は河岸段丘下でつながっても、地名だけが語り継がれていた。
『慶長瀬波郡絵図』に、「大川之町」・「大河河」名が記されている。「大川之町」は府屋、「大河河」旧中継川、大川にあたる。絵図には町の家並東に欄干付きの橋が描かれている。この橋が府屋沢に架けられている橋。大川之町は中島としては描かれていない。
社家の増子久雄は「而して当時の人は神明宮付近に居住したといはれている。」「今より五六百年以前は荒川山熊田小俣三筋の川合流して済々たる大川の流れ社前を流れしも其後村の北部に移れり。」と記している。「神明宮付近に居住していた」その場所は、神明宮の北側か西側か、その両側なのかは大川郷誌に記載はない。大川の流れが変わったあと、社家は村人とともに中島通りに移り住み、2024年（令和6年）現在に至っている。
大川の流れが変わったのは1970年から500年〜600年前となれば、時代は1370年〜1470年頃で大川城築城の頃となる。なぜ大川の川筋が変わったのか、府屋沢も付け替えられたのかも、大川郷誌には記載されていない。工事は築城だけではなく家臣団の住まいも必要。地割図は田中圭一の図に従えば、府屋沢を境に舌状台地を囲むよう配置されている。

### 古くから残る広い土地
列車で標高12メートルを走る大川橋梁から南を望むと、府屋の全景が視野に入る。

#### 藤懸り館跡
標高約16メートル、面積は概測6000平方メートル=1,800坪。『慶長瀬波郡絵図』には「藤懸り館」として館が描かれ、その名は記されている。絵図には館に上る道が「欄干付きの橋」から「ぬくいで」に向かう道の途中に描かれている。温出に向かう道の三叉路の右にも、館に上る道が描かれている。
横山勝栄は「池の東付近の山地の袖部は湿地帯。現在でもぬかるみ状態が激しい。北東辺は大川の川岸に沿うように崖状で自然地勢のままにちかい。北東面した辺は三角状に開ける。西にとんがる平坦地。微妙な高低差がある。」とする。
『山北町の民俗5（信仰）』には「府屋の神明宮に合祀されている河内神社は、古くは一宮川内神社（または一の宮大館山神社）と称し、嘉応二年（1170年）に宮の下の本社から勧請されました。一説には、雲上佐一郎は高天原より大川谷に漂着して、府王舘（今の古舘）に城を築き、地元の人々に漁業を教えたと言われています。戦国時代、府屋に居城した大川三郎二郎は天文三年（1534年）神社を再建して社領七十二石を寄進し、領内五ヶ組の総社として崇敬しました。」と、藤懸り館の前は「府王館」と言われていたことを記している。
ちなみに上記の「嘉応二年（1170年）に宮の下の本社から勧請された。」とする文言は、大川郷誌や後述の『自然及び文化より観たる岩船郡』には記されていない。なお、『山北町の民俗5（信仰）』の注には「神社明細帳の記載によれば、「口碑に伝ル趣ハ、皇子当国ヘ下向アリテ当地ニ住セラレ、北桃川ノ辺ニ薨シ給フ。則チ該地ニ鎮祭シ一宮トス。当地ハ住居ノ地ナルヲ以テ嘉応二年（1170年）社殿ヲ建、該地ヨリ勧請トス。」その下書きとして「又天文三年（1753年）大川三郎次郎当地在城ノ節、社殿再建社領七十ニ石ヲ寄付シ領内五ヶ組ノ総社ト崇敬セシ旨。安永九年（1780年）ニ月破壊、同七月再建、慶応四年兵火ノ為ニ旧記消失」とあり、またその下書には「…大川三郎次郎・・・慶長六年（1601年）庄内大山ノ城主悪舘ヲ攻伐ノトキ、当社ニ祈リテ勝利ヲ得。九月十五日飯城トス。故ニ領内同月十六日ヲ節句ノ祝儀ト定メ、同廿九日ヲ例祭トス・・・・・・。と述べられています。」とある。
神社神明帳の「一宮大舘山神社」には、神官名もなく朱墨で左右ページ全体に✖が書かれ、欄外に朱墨で「神明宮に合祀」の旨が記されている。また、府屋に鎮座する、神明宮・素戔嗚神社・一宮大舘山神社・雷神社・市杵島神社・気比神社の全てが、筆跡が右肩下がりで強弱の明確な文字で書かれている。「神官　増子左右貢」とあり、朱墨で「当郡勝木村八幡宮社掌」との訂正も多い。両社とも府屋の社掌の名はなく、誰が何の目的で記載し提出したのかは示されていない。
池上鋼他郎は『自然及び文化より観たる岩船郡』に「古館城址（山城）大川郷の中心地、羽越線府屋驛を距る數町の所に位し、眺望雄大絶佳なる北海に臨み、後方は越後連峰を擁し、其支脈陵夷として盡くるに在り、渓間の大川谷は實に平和な仙境なり。」「傳説に依れば、後白河天皇の第三皇子の雲の上佐一郎を祀れる河内神社跡及び大川三郎次郎の古城址爰にあり。その山下に大川三郎次郎の娘の墳墓と稱して二尺位なる石地蔵あり。」「口碑に曰く、川内神社の祭神雲の上佐一郎は高天原より始めて大川濱に漂着せられ、四方を従へて王者となり、土民に漁を敎へしため其恩恵に感じ、雲の上佐一郎を慕ふ者多く、本郡内に河内神社二十七の多きに及べり。」と記している。この中で後白河天皇の時代に合わない「高天原より」とある文言は「降下したことの誇張」なのだろうがその記載はない。

#### 神明宮
『山北町の民俗5（信仰）』には、「創建年代が伝承されている神社のうち最も古いのは府屋の神明宮で、天長元年（八ニ四）因幡守の祖先である藤原大夫（増子民部輔）が伊勢から勧請したと伝えられています。」と記している。
境内は3か所に分れている。標高と面積は、下境内が標高約16メートル、面積概測550平方メートル≒約166坪。中境内が標高約22メートル、面積概測600平方メートル≒181坪。上境内が標高約23メートル。面積概測200平方メートル≒60坪。
『大川郷誌』では「天養二年（1145年）、寛政十一年（1796年）七月、及び文政六年（1823年）七月二十日三回改築す。社殿は境内の広場にありしを文久二年（1862年）七月十五日現地に引き上げたり。〈中略）大正十二年（1923年）八月十五日 本殿を建築す。」とある。
『山北町史』は神明宮の建物について「天養二年（1145年）に改築。寛政十年（1798年）十二月破壊。翌年7月に再建。文政六年（1823年）七月二十日に改築した。」とある。1862年（文久2年）の移転は記されていない。その理由を『山北町史』は述べていない。 
佐藤伊勢男は「現在の神明宮は文久年間に移転されたものである。」と記している。
神明宮の調べでは、前の建物は間口12.6メートル≒7間、奥行5.4メートル≒3間。中は間口10.8メートル≒1.5間。奥行3.6メートル≒2間。奥は間口2.7メートル≒1.5間。前・中・奥の建物はつながっているが、7間×3間の建物が最も古いという。1862年（文久2年）に現地に引き上げたのは、下の境内からか、中の境内からかは『大川郷誌』に記載はない。そもそもなぜ境内が3か所あるのかの記録も見られず、天長元年（824年）の創建時、自力で土地を造成したのか、何の跡地を利用したという記録は『山北町史』にも記載がない。

#### 常楽寺
標高約11メートル、面積概測2,000平方メートル≒605坪。本堂の背後には小さな沢がある。南には5200平方メートル≒1570坪の平地が広がる。『山北町史 通史編』には「往時、山熊田寺屋敷（寛永18年：1641年）にあったがその後、堀ノ内の寺沢に移り、さらに府屋に映ったと伝えられる。正保元年（1644年）4月に創建。」とある。正保元年（1644年）以前は何に使われていたのか記録は『山北町史』には見られない。

#### オオクラタテ
標高約11メートル、面積概測4,000平方メートル≒1,210坪。『山北町史』には「府屋館。 空堀と土塁の一部が残っていて（中略）。空堀の周辺から中世期の陶器片が採取されている。」とある。横山勝栄は「オオクラダテに本拠地をおく大川氏」と、山城・居館を築くまでの本拠地としたのではと想定している。オオクラタテの北端には、西の高岩寺から流れる水路がある。水路との比高は4メートル。水路から北は標高約6〜7メートルで、南北約190メートル、東西約100メートルの砂丘の裾野が続く。

#### 高岩寺
標高約8メートル、面積概測4,000平方メートル≒1,210坪。西は標高約14メートル上に民家、南は約14メートルに旧山北町役場・現村上市支所、東は約13メートルに郵便局と、砂丘の崖に囲まれた窪地。北の境内出入り口は、標高約7メートルの道路に接している。『山北町史 通史編』には「天文21年（1552年）大川三郎二郎の招きにより耕雲寺の三心宗伊禅師によって創建。明治18年（1885年）4月の岩船郡長あての文書によれば「天文11年（1542年）5月」とある」と記されている。高岩寺の土地が1512年以前からあったのか、創建に合わせて掘削したのかの記録は『山北町史』には見られない。

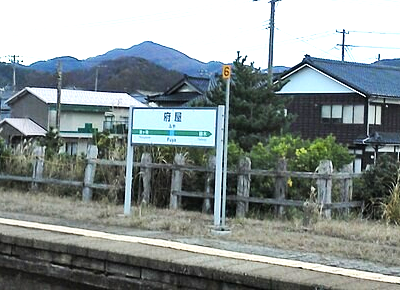
府屋駅から日本国を望む

#### 上山
標高約18メートル、頂上付近面積概測740平方メートル≒224坪。山全体は共同墓地となっている。頂上からは北に山形県の鼠ケ関、新潟県の鼠喰岩（ねずみかじりいわ）、東にエミシと朝廷の境の山との伝承がある555メートルの山「日本国」、藤懸り館跡、西には船が行き交う日本海、南・北・東の山間・海岸部と、360度見渡せる。日本国については「日本国（山）」を参照。

### 交通
- 東日本旅客鉄道 羽越本線府屋駅